# Deconvolució cega

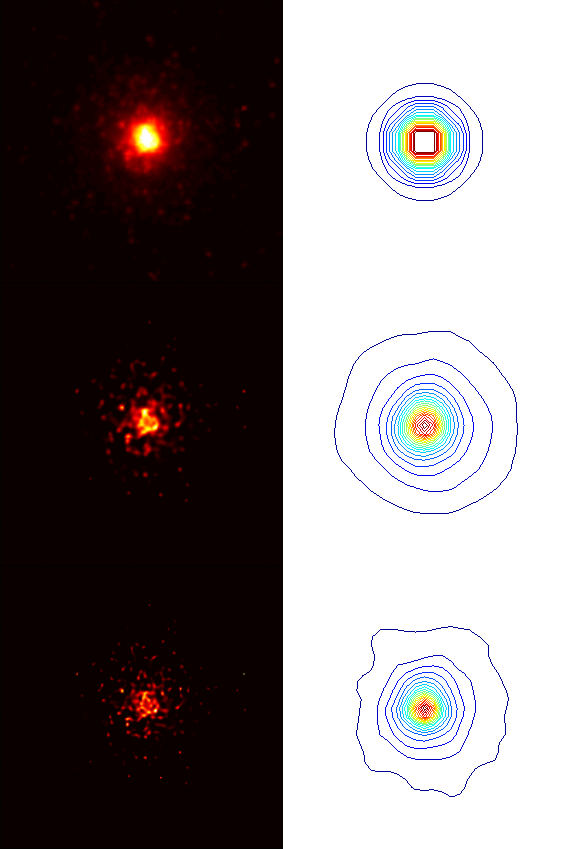
Imatge superior esquerra: NGC224 del telescopi espacial Hubble. Contorn superior dret: millor ajust de la funció de dispersió de punts (PSF) (a priori). Imatge mig esquerra: Desconvolució per estimació a posteriori màxima (MAP), la 2a iteració. Contorn mig dret: Estimació de la PSF per MAP, la 2a iteració. Imatge inferior esquerra: Deconvolution by MAP, el resultat final. Contorn inferior dret: Estimació de la PSF per MAP, el resultat final.

En enginyeria elèctrica i matemàtiques aplicades, la deconvolució cega és una deconvolució sense coneixement explícit de la funció de resposta a l'impuls utilitzada en la convolució. Això s'aconsegueix normalment fent hipòtesis adequades de l'entrada per estimar la resposta a l'impuls mitjançant l'anàlisi de la sortida. La deconvolució cega no es pot resoldre sense fer suposicions sobre l'entrada i la resposta a l'impuls. La majoria dels algorismes per resoldre aquest problema es basen en la suposició que tant l'entrada com la resposta a l'impuls viuen en els respectius subespais coneguts. Tanmateix, la deconvolució cega continua sent un problema d'optimització no convex molt desafiant fins i tot amb aquesta hipòtesi.

## En tractament d'imatges
En el processament d'imatges, la deconvolució cega és una tècnica de deconvolució que permet la recuperació de l'escena objectiu a partir d'una única o d'un conjunt d'imatges "borroses" en presència d'una funció de propagació de punt (PSF) mal determinada o desconeguda. Les tècniques regulars de deconvolució lineal i no lineal utilitzen un PSF conegut. Per a la deconvolució cega, el PSF s'estima a partir de la imatge o conjunt d'imatges, permetent que es realitzi la deconvolució. Els investigadors han estat estudiant mètodes de deconvolució cega durant diverses dècades i han abordat el problema des de diferents direccions.
La major part del treball sobre la deconvolució cega va començar a principis dels anys setanta. La deconvolució cega s'utilitza en imatges astronòmiques i imatges mèdiques.
La deconvolució cega es pot realitzar de manera iterativa, de manera que cada iteració millora l'estimació de la PSF i l'escena, o de manera no iterativa, on una aplicació de l'algorisme, basada en informació exterior, extreu la PSF. Els mètodes iteratius inclouen l'estimació a posteriori màxima i els algorismes de maximització d'expectativa. Una bona estimació del PSF és útil per a una convergència més ràpida, però no és necessària.
Exemples de tècniques no iteratives inclouen SeDDaRA, la transformada de cepstre i APEX. La transformació del cepstre i els mètodes APEX assumeixen que el PSF té una forma específica i cal estimar l'amplada de la forma. Per a SeDDaRA, la informació sobre l'escena es proporciona en forma d'imatge de referència. L'algorisme estima el PSF comparant la informació de freqüència espacial de la imatge borrosa amb la de la imatge objectiu.
Exemples

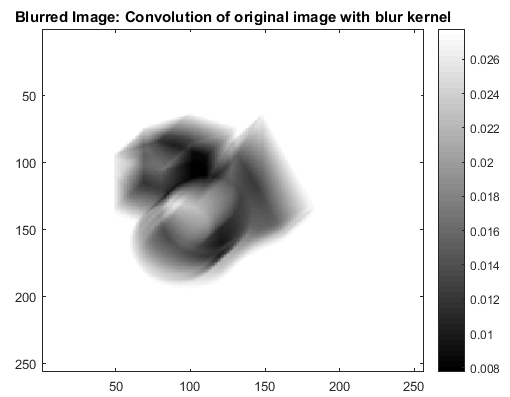
Imatge borrosa, obtinguda per convolució de la imatge original amb el nucli desenfocat. La imatge d'entrada es troba al subespai fix de la transformada wavelet i el nucli desenfocat es troba al subespai aleatori.

Qualsevol imatge borrosa es pot donar com a entrada a l'algorisme de desconvolució cega, pot desenfocar la imatge, però no s'ha de violar la condició essencial per al funcionament d'aquest algorisme, com s'ha comentat anteriorment. En el primer exemple (imatge de formes), la imatge recuperada era molt bona, exactament semblant a la imatge original perquè L > K + N. En el segon exemple (imatge d'una noia), L < K + N, per tant es viola la condició essencial, per tant, la imatge recuperada és molt diferent de la imatge original.
Suposem que tenim un senyal transmès a través d'un canal. El canal normalment es pot modelar com un sistema lineal invariant de desplaçament, de manera que el receptor rep una convolució del senyal original amb la resposta d'impuls del canal. Si volem invertir l'efecte del canal, per obtenir el senyal original, hem de processar el senyal rebut per un segon sistema lineal, invertint la resposta del canal. Aquest sistema s'anomena equalitzador.

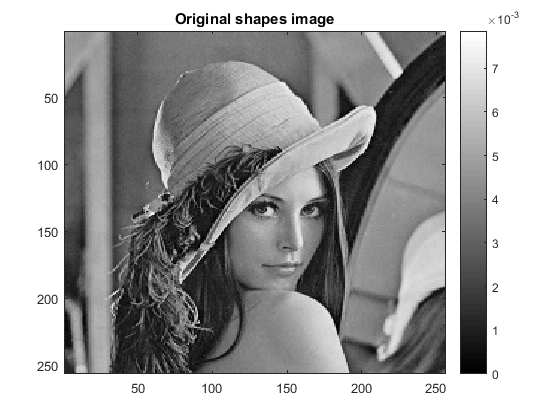
Imatge original

Si ens donen el senyal original, podem utilitzar una tècnica de supervisió, com ara trobar un filtre Wiener, però sense ell, encara podem explorar el que sabem sobre ell per intentar-ne la recuperació. Per exemple, podem filtrar el senyal rebut per obtenir la densitat de potència espectral desitjada. Això és el que passa, per exemple, quan se sap que el senyal original no té correlació automàtica i " blanquegem " el senyal rebut.

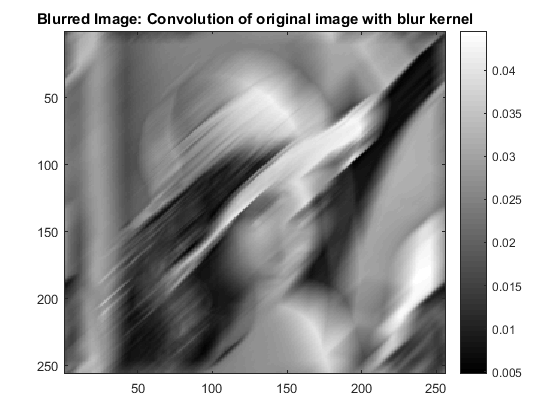
Imatge borrosa: obtinguda després de la convolució de la imatge original amb el nucli desenfocat. La imatge original es troba al subespai fix de la transformació wavelet i el desenfocament es troba al subespai aleatori. L=65536, K=200, N=65400

El blanqueig generalment deixa una certa distorsió de fase en els resultats. La majoria de les tècniques de deconvolució cega utilitzen estadístiques d'ordre superior dels senyals i permeten la correcció d'aquestes distorsions de fase. Podem optimitzar l'equalitzador per obtenir un senyal amb un PSF aproximant el que sabem sobre el PSF original.

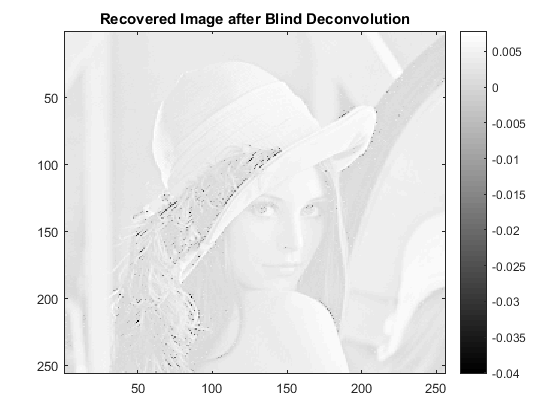
Imatge recuperada: molt diferent de la imatge original, perquè es viola la condició essencial per a l'algorisme de deconvolució cega utilitzant la minimització de la norma nuclear. L=65536, K=200, N=65400